# Sally Laird
Sally Ann Laird, född 2 maj 1956 i Barnet, död 15 juli 2010, var en brittisk översättare av ryskspråkig litteratur. Från 1993 fram till sin död var hon bosatt i danska Ebeltoft.
Laird föddes som dotter till två nyzeeländare i London och var elev vid Camden school for girls i Camden. Hon läste ryska och filosofi vid Oxfords universitets St Anne's College och utexaminerades 1979; därefter erhöll hon en masterexamen vid Harvard University. Efter studierna arbetade hon för Amnesty International och redigerade tidskriften Index on Censorship. År 1990 blev hon chef för Central and East European Publishing Project, ett projekt vars mål var att översätta och publicera böcker av författare från Central- och Östeuropa.
Laird översatte till engelska skönlitterära verk av bland andra Ljudmila Petrusjevskaja och Vladimir Sorokin. Hon var även verksam som bokrecensent för tidningar som The Guardian och The Observer och publicerade 1999 en samling intervjuer med ryska författare, Voices of Russian Literature: Interviews with Ten Contemporary Writers.